# Live at Jazzland
Live at Jazzland è un album live di Art Farmer, pubblicato dalla Koch Jazz Records nel 2000. Il disco fu registrato dal vivo il 3 e 4 gennaio 1998 al Jazzland di Vienna (Austria).

## Tracce
1. Surrey with the Fringe on Top – 8:07 (Richard Rodgers, Osca Hammerstein II)
2. Melancholia – 7:56 (Duke Ellington)
3. Fairytale Countryside – 11:50 (Fritz Pauer)
4. Stardust – 6:01 (Hoagy Carmichael, Mitchell Parish)
5. What Am I Here For – 7:58 (Duke Ellington)
6. Cherokee Sketches – 8:52 (Fritz Pauer)

## Musicisti
- Art Farmer - flumpet (strumento personale di Art, ibrido tra la tromba ed il flicorno)
- Harry Sokal - sassofono soprano, sassofono alto
- Fritz Pauer - pianoforte
- Paolo Cardoso - basso
- Mario Gonzi - batteria